# Saint-Étienne-sur-Blesle
Saint-Étienne-sur-Blesle är en kommun i departementet Haute-Loire i regionen Auvergne-Rhône-Alpes i centrala Frankrike. Kommunen ligger i kantonen Blesle som tillhör arrondissementet Brioude. År 2022 hade Saint-Étienne-sur-Blesle 54 invånare.

## Befolkningsutveckling
Antalet invånare i kommunen Saint-Étienne-sur-Blesle
| Referens: INSEE |